# Cheilosia albipila
Cheilosia albipila (лат.) — вид мух-скулаток из семейства журчалок. Как и большинство скулаток этот вид окрашен в чёрный цвет. Встречается небольшой массой, возможно, из-за обширного распространения. Время лёта мух раньше периода лёта большинства мух-журчалок.

## Распространение
Распространён от Скандинавии до юга Пиренеев, и от Ирландии до восток через обширную часть Северной и Центральной Европе, и от европейской части России до Центральной Сибири.

## Экология
Личинки этой скулатки кормится внутри основания стеблей бодяка болотного (Cirsium palustre).

## Развитие
Взрослые самки откладывают яйца в розетки зрелых растений ранней весной, когда имаго активней всего.